# 庞凤仪
庞凤仪（英语：May Fung Yee Pang，1950年10月24日—），生于美国纽约，籍贯中国山东省，美籍华人，披头士乐队已故灵魂约翰·列侬的私人助理、产品经理、前女友。
庞凤仪在1970年成为了约翰·列侬的私人助理，并在其“迷失的周末”时期成为了小野洋子“所批准的情人”。庞与约翰·列侬的关系并不为人所知，在一些研究者看来，原因是慑于列侬妻子小野洋子的压力，列侬的朋友和同事刻意把她完全排除在列侬的圈子之外，甚至想把她从历史的记忆中抹去。庞对此不公不满，出版了一本文字传记以及一本影集，表明自己与列侬曾经的关系。目前庞凤仪在经营一家珠宝店。

## 早年
在1930和1940年代，庞凤仪的父母为了生计由中国山东移民到美国。两人几乎不会英文，因此庞的母语也是汉语。她的父母在纽约市曼哈顿哈林西班牙人区开了一家洗衣店，由于文化的差异，她小时候并不被纽约唐人街的华人所看好。其后因为拆迁，庞凤仪举家搬迁至97街与第三大道间的一所公寓。高中毕业后的她来到了纽约市技术学院，想成为一名模特，但却由于种族问题未果。一心想以音乐为事业的她甚至曾经前往叮砰巷去做一个“song-plugger”，即一个劝说音乐人来她所在公司录制音乐的职业。1970年，她在阿伦·克莱恩（Allen Klein）所开设的ABKCO唱片公司做一名接待员，在这里她认识了约翰·列侬以及小野洋子、乔治·哈里森、林格·斯塔等人。庞凤仪在1970年成为了约翰·列侬的私人助理，在1970年12月，庞凤仪协助列侬和小野制作了前卫电影Up Your Legs Forever and Fly。

## 迷失的周末
1973年夏天，庞凤仪正在为列侬录制《Mind Games》专辑，并在为小野的专辑《Feeling the Space》发行做准备。此时列侬与小野两人在婚姻上出现了问题。小野想列侬可能想见见别的女性，于是推荐庞凤仪成为列侬的朋友 。庞曾一度抗议，因为列侬是庞的上司，而小野则声称她会打理好一切的。小野也在日后的访谈中承认了这一点:70。1973年10月，列侬与庞凤仪离开纽约，携新专辑《Mind Games》前往洛杉矶进行宣传，期间在朋友们家居住。

### 列侬的工作
1973年12月，列侬与菲尔·斯佩克特（Phil Spector）合作录制一张老式摇滚专辑，在酒精的作用下，音乐有了传奇性色彩。但列侬的酗酒与斯佩克特的各种怪异举动（甚至包括向录音棚工作室举枪开火），使得录制过程被迫中断。随后，斯佩克特声称自己遭遇车祸并不再与列侬联系，而录音带也随之销声匿迹。
1974年3月，列侬开始给哈利·尼尔森制作唱片《Pussy Cats》。专辑如此命名的缘故，是希望借此来扭转其因媒体所报道两次酗酒事件而带来的不良形象。一次是列侬将一张Kotex（女性生理用品）贴在前额上，继而与酒吧女侍者扭打；两周之后，列侬与尼尔森共同挑衅史莫瑟兄弟，而被驱逐出同一家酒吧。

### 列侬的人际关系
列侬由于遭遇情感危机，心情郁闷，庞凤仪则鼓励列侬多交朋友。列侬认为使音乐家同聚一个屋檐下可以保证一同到达工作室，于是庞在圣莫尼卡租下了一间海景房，与列侬、尼尔森、林格·斯塔、凱思·穆恩住在一起。1974年3月28日，保罗·麦卡特尼及其妻子琳达来访，3月31日，也住进了海景房里。在这里也是列侬与保罗·麦卡特尼在披头士乐队解散后的唯一一次相聚，并共同出版了专辑《A Toot and a Snore in '74》。庞也安排了朱利安·列侬来访，这是朱利安在约翰·列侬与其母离婚四年后的首次相聚:336-340。
此后，朱利安便开始频繁来访。列侬在1973年圣诞节给他买了一把吉布森·莱斯·保罗型电吉他和一台鼓机，通过弹奏几个和弦激起了朱利安对音乐的兴趣:345。朱利安其后回忆时说道，与列侬和庞在一起的那段日子里，那是他印象中列侬和庞最快乐的时光。

### 返回纽约
1974年6月，列侬与庞凤仪返回纽约市。列侬不再饮酒，并专注于录制。在夏季之初制作专辑《Walls and Bridges》时，他们搬到了曼哈顿52街的一个空中别墅内。在1974年8月23日，列侬与庞凤仪声称他们看见了一个飞碟静静飘过。庞记得列侬还喊UFO回来把他带走，并随后叫来了他的摄影师Bob Gruen拍照。
Walls and Bridge出版后排在了专辑销量的首位，单曲Whatever Gets You thru the Night也让列侬首次拿到了他人生中的唯一一首冠军单曲。在单曲“#9 Dream”中收录了庞对列侬名字的耳语，而单曲”Surprise, Surprise (Sweet Bird of Paradox)”正是列侬为庞凤仪所写的歌曲。朱利安也为专辑最后一首单曲“Ya Ya”做了鼓点伴奏:344。
庞凤仪以她在专辑Walls and Bridges中的工作拿到了美国唱片业协会的金唱片奖。庞在继续协助列侬制作专辑Rock 'n' Roll，并同时为尼尔森、斯塔、埃尔顿·约翰、大卫·鲍伊等人工作。
列侬和庞凤仪原打算在1975年2月访问在新奥尔良正录制专辑《金星和火星》的保罗·麦卡特尼和琳达，不过在出发的前一天，列侬与小野达成了和解，随后小野称要对列侬的烟瘾开始一个新疗程。

## 回忆
在列侬回到小野身边后，庞凤仪开始为美国United Artists Records和Island Records担任公共关系经理，并为Robert Palmer和鲍勃·玛利制作专辑。庞在1983年出版了回忆录《爱约翰》，其后更名为《约翰·列侬：迷失的周末》，这本500页左右的书的重点主要是庞凤仪在列侬的专辑中的作用。其后被删减到了300页，主要留下的是两人关系以及情感方面的内容。书中还包括了列侬于1970年代末环游世界时寄给庞的明信片。庞凤仪声称两人维持情侣关系直至1977年，而在列侬临终前还保持着联系:379。
庞凤仪在2008年3月出版了一本150张照片的影集《傻瓜相机的报应》，以纪念当时与列侬在一起的那段时光。照片集当中除了个人肖像以外，还收录了一些历史性的重要照片，如列侬签署披头士乐队解散的协议书，列侬与麦卡特尼最后一次合作的照片等等。辛西娅·列侬也提供了一张照片支持，表明庞在列侬与朱利安团圆这一过程中所起到的作用。

## 私人生活
庞凤仪在1989年与Tony Visconti结婚，生有二子，于2000年离婚。庞与列侬时期的一些朋友还有联系，比如保罗·麦卡特尼和他的妻子。
在2006年10月9日，庞凤仪在冰岛与失去了20年联系的小野偶遇，而那天正是列侬的66岁生日。小野去雷克雅未克为一座雕塑揭幕，与庞凤仪住在同一所宾馆里。
庞凤仪目前与其子女生活在纽约州，以经营她自己开创的“风水”珠宝店为生。